# Pandemia de COVID-19 en Jamaica
La pandemia de COVID-19 en Jamaica es parte de una pandemia mundial en curso de la enfermedad por coronavirus 2019 (COVID-19), una enfermedad infecciosa causada por el síndrome respiratorio agudo severo coronavirus 2 (SARS-CoV-2). El 12 de enero, la Organización Mundial de la Salud (OMS) confirmó que un nuevo coronavirus era la causa de una enfermedad respiratoria en un grupo de personas en la ciudad de Wuhan, provincia de Hubei, China, que inicialmente habían llamado la atención de la OMS el 31 de diciembre. 2019.A diferencia del brote de SARS de 2003, la tasa de letalidad por COVID-19 ha sido mucho menor, pero la transmisión ha sido significativamente mayor, con un número total de muertes significativo.
La pandemia de COVID-19 se confirmó en Jamaica el 10 de marzo de 2020; y coincidió con la epidemia de dengue de 2019-2020 en América Latina y el Caribe.

## Cronología
El 10 de marzo de 2020, el Ministerio de Salud y Bienestar (MoHW) confirmó el primer caso en Jamaica, una paciente que llegó desde el Reino Unido el 4 de marzo. El ministro de Sanidad informó que el paciente se encuentra en aislamiento desde el 9 de marzo tras presentar síntomas respiratorios. Tras la actualización, la prohibición de viajar impuesta se amplió para incluir a Francia, Alemania y España.
El 11 de marzo, el ministro de salud del país confirmó el segundo caso de "virus corona importado"..
El 13 de marzo, el país anunció seis casos adicionales, incluido el padre y otra paciente del primer paciente. Más tarde ese día, el gobierno anunció que la comunidad de Bull Bay, donde tuvo lugar el funeral al que asistió el primer paciente, fue puesta en cuarentena durante catorce días. Con cuatro de los casos relacionados con pacientes que viajan a través o desde el Reino Unido, el ministro de Relaciones Exteriores del país anunció que la prohibición de viajar se ampliaría para incluir al Reino Unido.
El 15 de marzo, el Ministerio de Salud y Bienestar (MoHW) confirmó que se notificaron 19 casos sospechosos y se hicieron pruebas a los pacientes. De los 19 casos sospechosos, solo se confirmó que dos pacientes tenían el virus, uno proveniente de Trinidad y Tobago y el otro que tenía "rastreo de contactos del caso índice (paciente 1)". En la misma actualización, el Ministerio confirmó que había veintisiete pacientes en instalaciones de aislamiento y que los pacientes 1 y 2 ya no presentan ningún síntoma.
El 16 de marzo, el Ministerio de Salud y Bienestar (MoHW) y la Oficina del Primer Ministro (OPM) informaron que había cinco casos preliminares confirmados . Más tarde ese día, el gobierno confirmó que solo dos de los cinco casos reportados fueron confirmados. En respuesta al aumento de casos, el gobierno anunció nuevas medidas de distanciamiento social, como la imposición de directivas de trabajo desde casa, la prohibición de todas las reuniones masivas de más de 20 personas y el cierre de bares, restaurantes, eventos deportivos, etc.
El 17 de marzo, el Ministerio de Salud y Bienestar (MoHW) y la Oficina del Primer Ministro (OPM) confirmaron otro caso: alguien que asistió al mismo funeral que el Paciente 1.
El 18 de marzo, el director médico de Jamaica confirmó la primera muerte por COVID-19 en el país. En la misma conferencia de prensa, el Ministerio de Salud y Bienestar confirmó dos casos adicionales.
El 19 de marzo, el Ministerio de Salud y Bienestar (MoHW) confirmó un caso adicional que elevó el total a dieciséis.
El 20 de marzo, el Ministerio de Salud y Bienestar (MoHW) confirmó tres casos adicionales con lo que el total asciende a diecinueve (de los cuales, cinco son de transmisión local).
El 23 de marzo, el Ministerio de Salud y Bienestar (MoHW) confirmó dos casos adicionales con lo que el total asciende a veintiuno. De los dos casos nuevos, uno se identificó mediante el rastreo de contactos y se encontró que estaba muy cerca de dos pacientes.